# Bizkaia
Bizkaia (spanyolul Vizcaya) Spanyolország egyik tartománya Baszkföld északnyugati részén.
Kantábria, Burgos, Gipuzkoa (Guipúzcoa) és Araba (Álava) tartományok határolják, illetve a Kantábriai-tenger (Vizcayai-öböl).
Bizkaia 1,133 millió lakosának 30%-a él a főváros Bilbaóban (Bilbo). Gernika-Lumo, a baszk tradíciók hagyományos szellemi központja, szintén Bizkaiában van. 
A tartomány más jelentős városai: Barakaldo, Portugalete, Durango és Balmaseda.

## Közigazgatás
| Enkarterri Bilboaldea | Uribe-Butroe Arratia-Nerbioi | Busturialdea Durangaldea | Lea-Artibai |

Bizkaia közigazgatási felosztása („járások” és községek)

Bizkaia hét „járásra” (comarcas) van felosztva:
- Arratia-Nerbioi
- Bilboaldea
- Busturialdea
- Durangaldea
- Enkarterri
- Lea-Artibai
- Uribe-Butroe